# Antoine Le Métel d’Ouville
Antoine Le Métel d’Ouville (* 1590 in Caen; † 1656) war ein französischer Dramatiker.

## Leben und Werk
Antoine Le Métel d’Ouville war der ältere Bruder von François Le Métel de Boisrobert. Er war von Beruf Geograph und Wasserbauingenieur, verbrachte 7 Jahre in Spanien und heiratete dort. Nach seiner Rückkehr nach Frankreich machte er sich einen Namen als Autor von 10 Theaterstücken, die zwischen 1638 und 1650 am Theater des Hôtel de Bourgogne aufgeführt wurden. Es handelt sich um Adaptationen spanischer Stücke von Pedro Calderón de la Barca, Lope de Vega und Juan Pérez de Montalbán (1602–1638) sowie zweier italienischer Stücke. Die Stücke liegen in modernen Ausgaben vor. Das Stück Les Trahisons d’Arbiran von 1638 gilt als Quelle von Molières Tartuffe. Über die Nachahmung von Lope de Vega gelangte das hybride Modell der Tragikomödie nach Frankreich.

## Werke

### Theater
- Théâtre complet. Classiques Garnier, Paris 2013–2020. (mit Bibliographie)
  - I. L’Esprit follet. Les Fausses Vérités. Jodelet astrologue. Hrsg. Monica Pavesio. 2013. (drei Komödien nach Calderón)
  - II. Les Trahisons d’Arbiran. L’Absent chez soi. Les Soupçons sur les apparences. Hrsg. Anne Teulade. 2013. (drei Stücke nach Lope de Vega)
  - III. La Dame suivante. La Coiffeuse à la mode. Les Morts vivants. Aimer sans savoir qui. Hrsg. Monica Pavesio und Anne Teulade. 2020. (zwei Stücke nach Pérez de Montalbán, zwei weitere nach italienischen Vorbildern)

### Erzählende Prosa
- Les Contes aux heures perdues ou Le recueil de tous les bons mots, naïvetés, simplicités, réparties, équivoques, brocards, gasconnades et autres contes facétieux du Sr. d'Ouville. 4 Bde. 1643–1644.